# Шипоте (комуна)
Шипоте (рум. Șipote) — комуна у повіті Ясси в Румунії. До складу комуни входять такі села (дані про населення за 2002 рік):
- Кішкерень (1849 осіб)
- Міток (483 особи)
- Хелчень (867 осіб)
- Шипоте (906 осіб)
- Язу-Векі (386 осіб)
- Язу-Ноу (1329 осіб)

Комуна розташована на відстані 348 км на північ від Бухареста, 44 км на північний захід від Ясс.

## Населення
За даними перепису населення 2002 року у комуні проживали 5820 осіб. Усі жителі комуни рідною мовою назвали румунську.
Національний склад населення комуни:
| Національність   | Кількість осіб | Відсоток |
| ---------------- | -------------- | -------- |
| румуни           | 5814           | 99,9%    |
| цигани           | 5              | 0,1%     |
| росіяни-липовани | 1              | < 0,1%   |

Склад населення комуни за віросповіданням:
| Релігія       | Кількість осіб | Відсоток |
| ------------- | -------------- | -------- |
| православні   | 5727           | 98,4%    |
| римо-католики | 72             | 1,2%     |
| адвентисти    | 12             | 0,2%     |
| п'ятдесятники | 5              | 0,1%     |
| бретрени      | 1              | < 0,1%   |